# Синдром відкладеного горя
Синдром відкладеного горя — відчуття горя через певний час після втрати. Його також називають пригніченими, подавленими, або відкладеними реакціями скорботи. Термін «невирішене горе» описує ситуації, коли особа ще не змогла змиритись з якоюсь із першопричин горя.

## Огляд
До факторів, що можуть викликати «відкладення» горя відносять:
- заборона на прояв емоцій, як внутрішня, так і зовнішня, наприклад соціальний осуд відкритої скорботи;
- переключення уваги на негайні потреби (наприклад на догляд за дітьми чи на побутові справи);
- перевантаження психіки, зокрема у випадку комплексних або багаторазових втрат;
- неприйняття факту втрати тощо[1].

У випадках відкладеного горя реакція на втрату переноситься на пізніший час, навіть на роки, і може бути спровокована, здавалося б, непов'язаною подією, такою як нещодавнє розлучення чи смерть домашньої тварини, що супроводжується надмірною реакцією на поточну ситуацію.
Відкладене горе може проявлятися як будь-яка реакція звичайного горя: напади сильної туги, спазми страждання, короткі напади істеричного сміху, плаксиві або неконтрольовані ридання, відчуття безнадії, неспокій, безсоння, поглиненість думками, сильний і незрозумілий гнів або загальне почуття депресії. У крайніх випадках реакція може викликати суїцидальні нахили.
Терміном «відкладене горе» описується модель, за якої будь-яка реакція на горе виникає пізніше, ніж зазвичай. Протилежний термін — «ускладнене горе» означає форму скорботи, яка триває роки.

## Приклади
У дослідженні 1987 року зі 135 хворих на рак, які були направлені на психологічну консультацію, 76 % повідомили про переживання горя в минулому і 60 % все ще мали невирішене горе через попередні втрати.